# (121008) Michellecrigger
(121008) Michellecrigger est un astéroïde de la ceinture principale.

## Description
(121008) Michellecrigger est un astéroïde de la ceinture principale. Il fut découvert le 14 janvier 1999 aux monts Santa Catalina par le programme CSS. Il présente une orbite caractérisée par un demi-grand axe de 2,26 UA, une excentricité de 0,23 et une inclinaison de 26,1° par rapport à l'écliptique. Il fait partie de la famille d’astéroïdes de Phocée.
Il est nommé d'après un contributeur de la mission OSIRIS-REx dont l'objet est l'étude de l'astéroïde (101955) Bénou.